# Волфганг фон Салм
Волфганг граф фон Салм (на немски: Wolfgang Graf von Salm; * ок. 1514; † 5 декември 1555) от фамилията на графовете на Салм (Люксембург), е католически духовник и от 1541 до 1555 г. княз-епископ на Пасау.

## Живот
Той е син на военачалника Николаус граф фон Залм (1459 – 1530) и съпругата му Елизабет фон Рогендорф († 1507), дъщеря на фрайхер Каспар фон Рогендорф († 1506) и втората му съпруга Барбара фон Зелкинг.
Волфганг получава хуманистично обучение, което завършва с пътуване в Италия. Той е прочут с познанията си по древната философия и Светите писания и знанието му на древни и нови езици. През 1530 г. става каноник (домхер) в Залцбург и Пасау и 1534 г. домпропст в Пасау.
На 11 ноември 1540 г. катедралният капител избира 26-годишния за епископ на Пасау по препоръка на немския крал и по-късен император Фердинанд I, който много го цени и му дава пълномощия. Папата го признава на 18 февруари 1541 г. и е помазан за епископ през 1542 г. от Регенсбургския вай-епископ Йохан Клуспек. В началото на 50-те години той често е в кралския двор във Виена. Приятел е с баварския херцог Албрехт V.
Салм свиква събрания през 1541, 1543 и 1545 г. При него служи дворцовият художник и скулптор Волф Хубер и теологът Якоб Циглер намира при него подслон.